# جيمي هاستينغز
جيمي هاستينغز (بالإنجليزية: Jimmy Hastings)‏ هو عازف جاز بريطاني، ولد في 12 مايو 1938 في أبردين في المملكة المتحدة.

## وصلات خارجية
- جيمي هاستينغز على موقع IMDb (الإنجليزية)
- جيمي هاستينغز على موقع ميوزك برينز (الإنجليزية)
- جيمي هاستينغز على موقع ديسكوغز (الإنجليزية)